# کلیسای جامع سنت میکائیل و سنت گودولا
کلیسای جامع سنت میکائیل و سنت گودولا (فرانسوی: Cathédrale des Saints Michel et Gudule‎) یک کلیسای جامع در بروکسل، بلژیک است.
این کلیسا که در قرن ۱۱ میلادی پایه‌گذاری شده، ساخت آن در سال ۱۵۱۹ به پایان رسیده و دارای ۲ مناره به طول ۶۴ متر است.

## نگارخانه

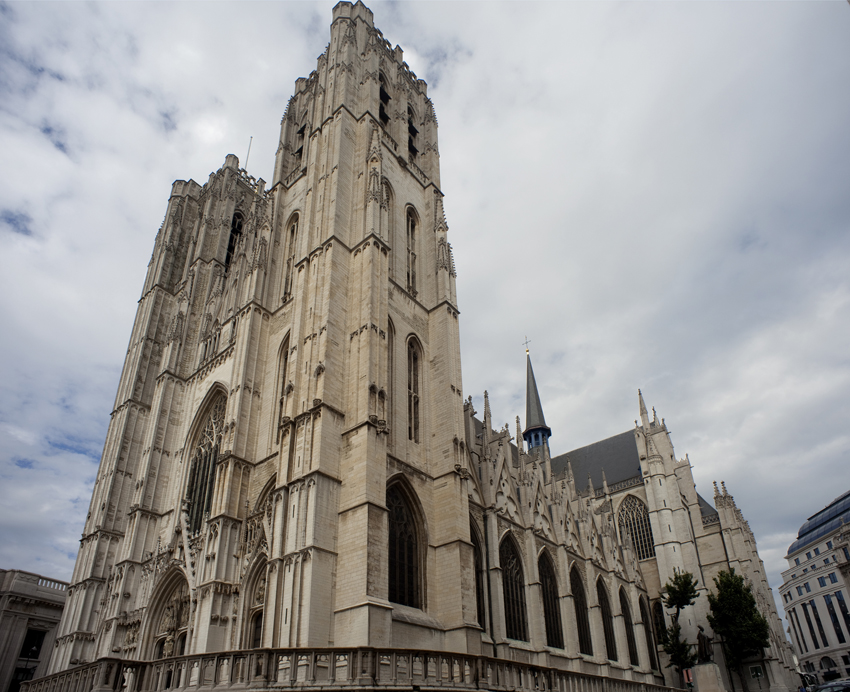
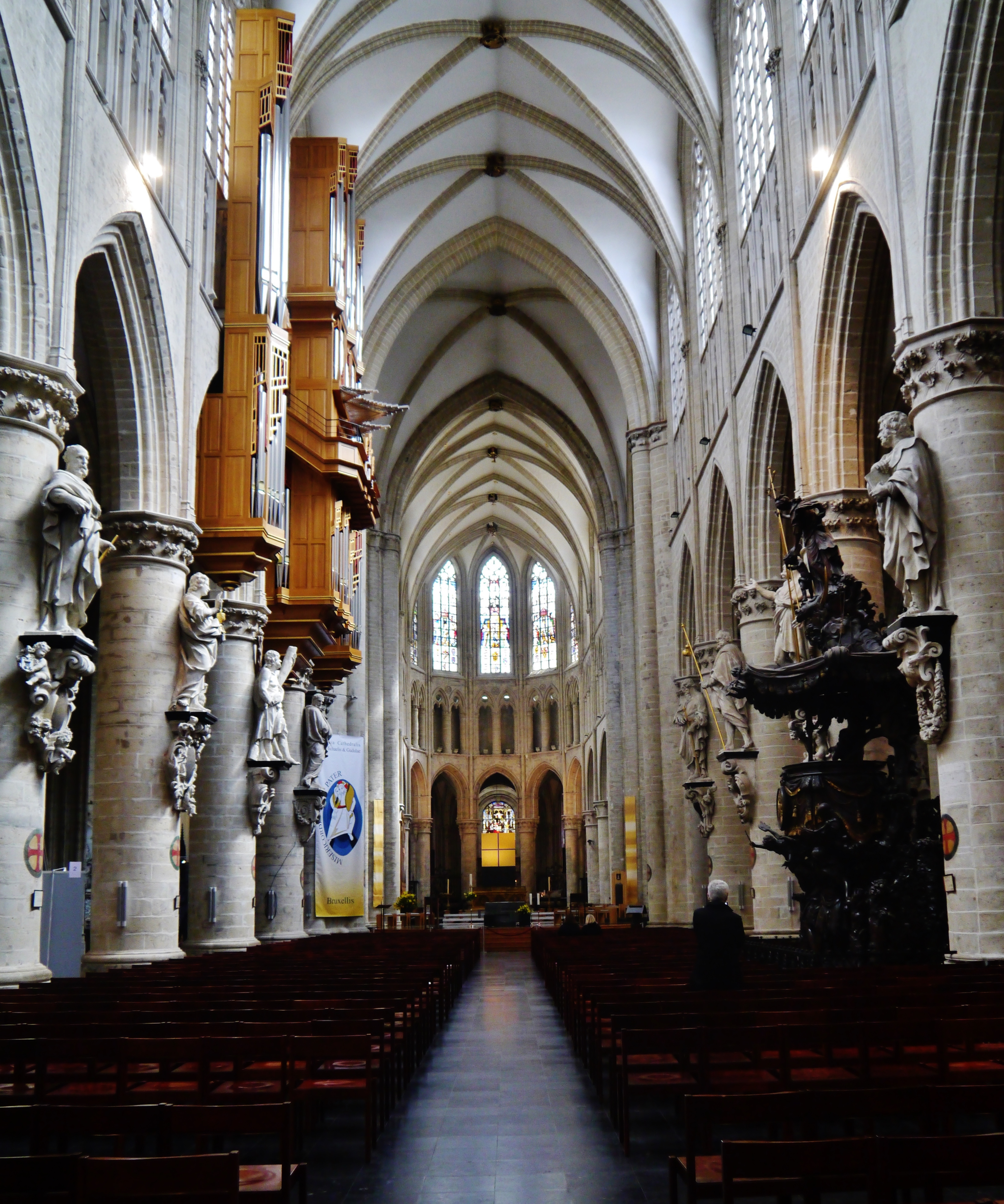
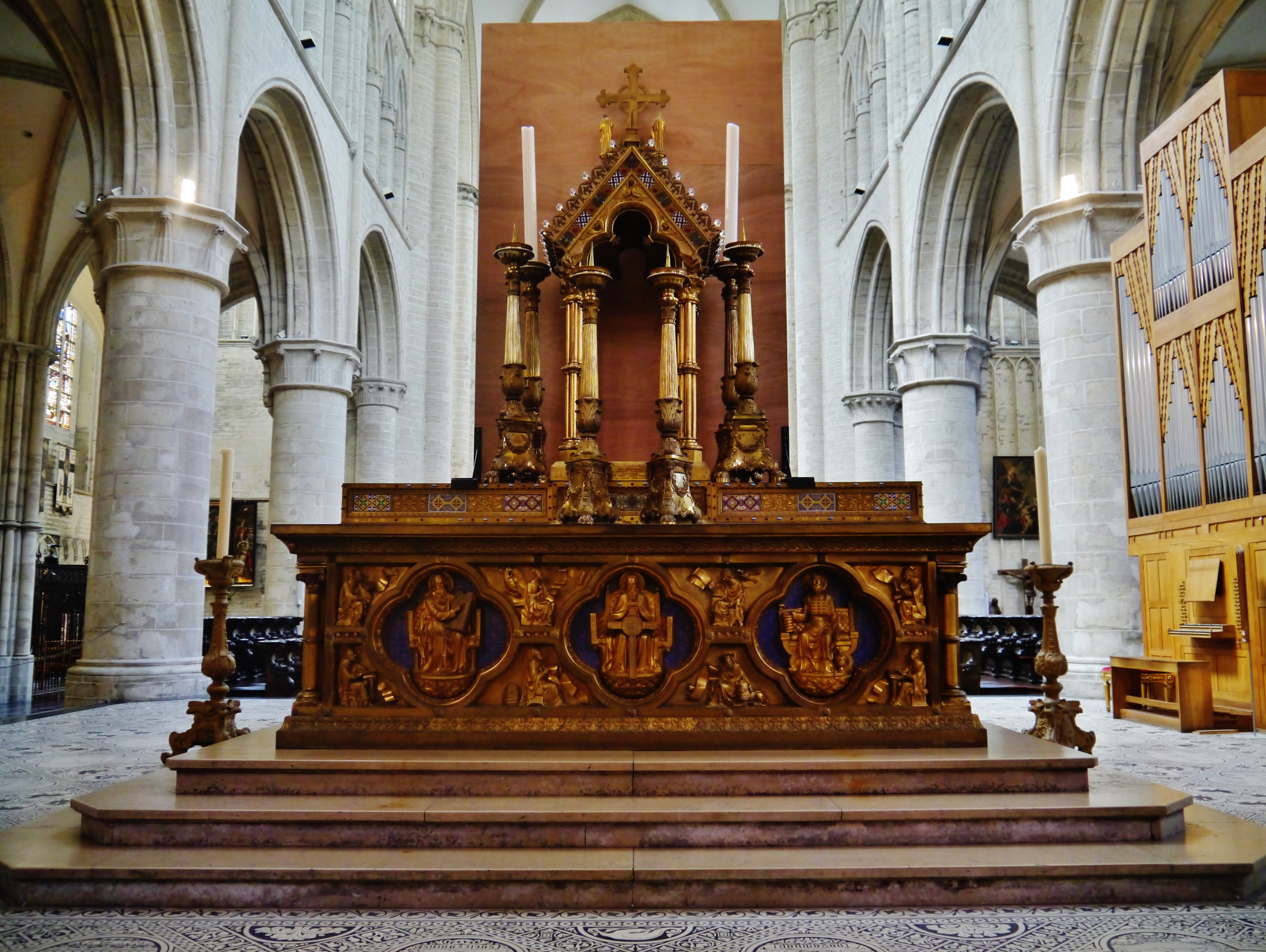
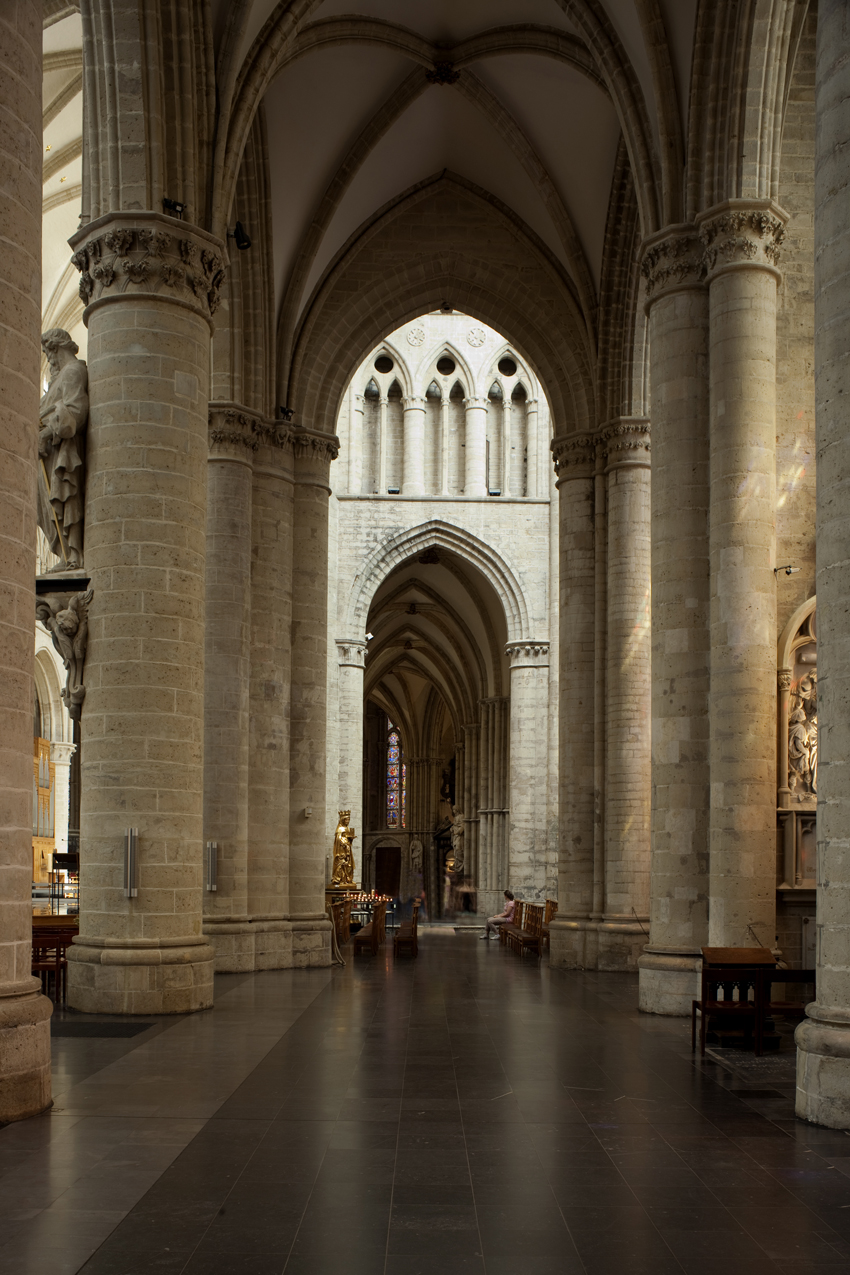